# Guiot z Dijon
Guiot z Dijon właśc. Guiot de Dijon – trubadur francuski (burgundzki) z Dijonu, żyjący w pierwszej połowie XIII wieku.
Autor sześciu zachowanych do dzisiaj utworów, m.in. znanej pieśni pielgrzymiej Memu sercu dla wytrwania (Chanterai por mon corage).